# 키노르타스
키노르타스(Cynortas)는 그리스 신화에 나오는 스파르타의 왕이다. 초기 스파르타의 왕이다. 키노르타스는 라코니아 지방의 아미클라스가 라피타이족의 시조인 라피테스의 딸 디오메데와 결합하여 낳은 아들이다. 그들 부부에게는 키노르타스 이외에 아르갈로스와 히아킨토스라는 아들들도 있었다. 키노르타스의 형제 히아킨토스는 아폴론 신의 총애를 받다가 죽은 뒤에 히아신스 꽃이 되었다고 전해지는 인물이다. 아미클라스가 죽은 뒤 맏아들인 아르갈로스가 스파르타의 왕위를 계승했다. 그러나 아르갈로스에게는 자식이 없었기 때문에 그가 죽은 뒤에는 동생인 키노르타스가 왕권을 이어받았다. 키노르타스에게 페리에레스라는 아들이 있었다는 설이 있다.

## 같이 보기
- 스파르타 국왕